# Kreis Perleberg
Koordinaten: 53° 5′ N, 11° 52′ O

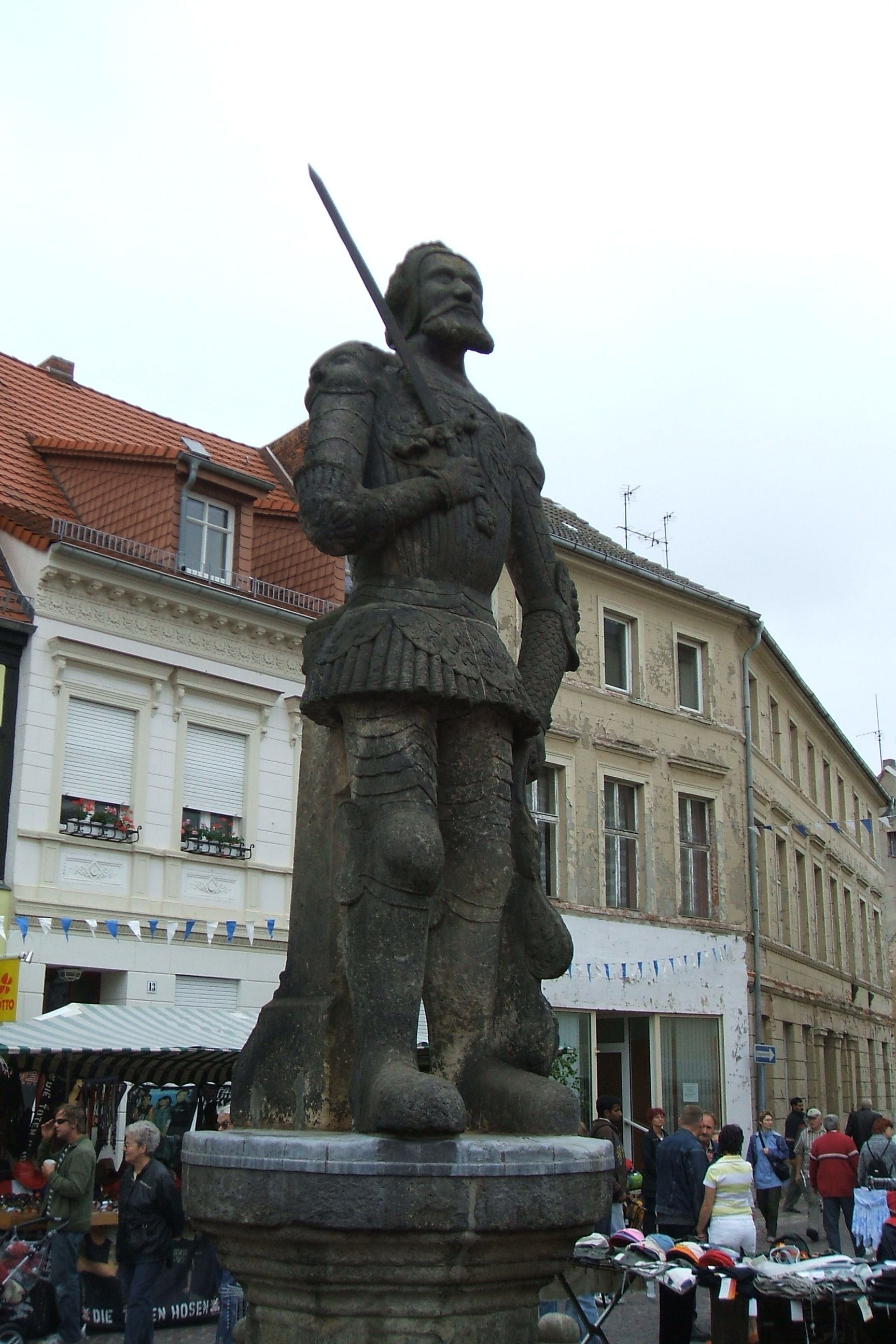
Roland auf dem Marktplatz in Perleberg

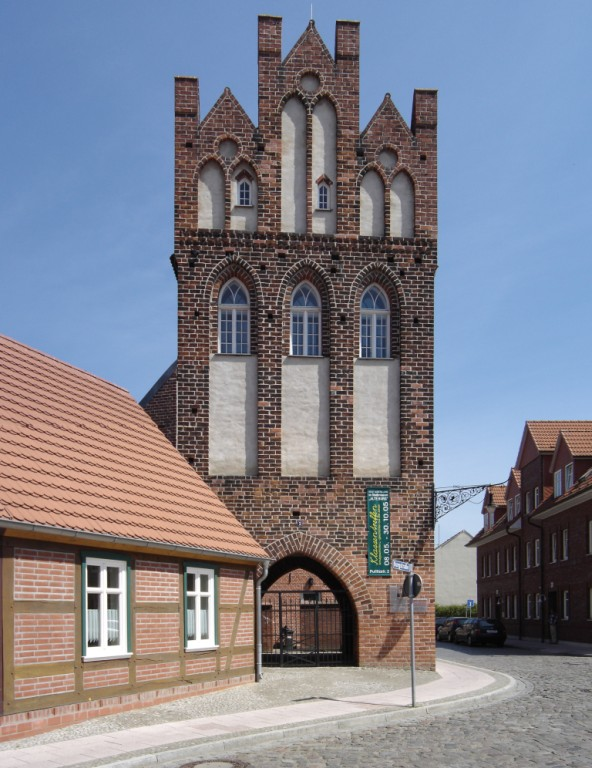
Steintor, ältestes Gebäude in Wittenberge

Der Kreis Perleberg war ein Kreis des Bezirks Schwerin in der DDR. Ab dem 17. Mai 1990 bestand er als Landkreis Perleberg fort. Sein Gebiet gehört heute zum Landkreis Prignitz in Brandenburg. Der Sitz der Kreisverwaltung befand sich in Perleberg.

## Geographie

### Lage
Der Westteil der historischen Landschaft Prignitz deckt sich im Wesentlichen mit dem Gebiet des Kreises Perleberg. Von Nordosten nach Südwesten ziehen sich die Flussläufe der Löcknitz, der Stepenitz und der Karthane in Richtung Elbe, die den Kreis im Süden begrenzt. Dem breiten Elbtal, das als Weideland genutzt wurde, schließen sich Sandböden mit weiten Kiefernwäldern an (Wilsnacker und Perleberger Forst). Nördlich von Perleberg ähnelt das Gebiet einer nur leicht gewellten Parklandschaft.

### Nachbarkreise
Der Kreis Perleberg grenzte im Norden an den Kreis Parchim, im Osten an den Kreis Pritzwalk, im Südosten an den Kreis Kyritz, im Süden an die Kreise Havelberg und bis 1965 Seehausen bzw. ab 1965 Osterburg und im Westen an den Kreis Ludwigslust.

## Geschichte
Der Kreis Perleberg entstand bei der Auflösung der Länder in der DDR am 25. Juli 1952 aus dem größten Teil des ehemaligen Landkreises Westprignitz und dem Stadtkreis Wittenberge, der 1922 aus dem Kreis Westprignitz ausgegliedert worden war. Er wurde dem neu gebildeten Bezirk Schwerin zugeordnet. Am 1. Januar 1973 wechselte die Gemeinde Milow aus dem Kreis Perleberg in den Kreis Ludwigslust, ebenso wie am 25. April 1974 die Gemeinde Mellen.
Am 17. Mai 1990 wurde der Kreis formal in Landkreis Perleberg umbenannt. Der Landkreis kam am 3. Oktober 1990 in das neu gegründete Land Brandenburg innerhalb des Beitrittsgebietes zur Bundesrepublik Deutschland. Sitz der Kreisverwaltung blieb die Stadt Perleberg.
Bevölkerungsentwicklung
| Datum             | Einwohnerzahl |
| ----------------- | ------------- |
| 31. Dezember 1957 | 89.497        |
| 31. Dezember 1958 | 88.853        |
| 1985              | 75.300        |
| 1989              | 73.229        |

## Wirtschaft und Infrastruktur
Die Landwirtschaft spielte in vielen Dörfern eine große Rolle. Neben der Grünlandwirtschaft in den Flussniederungen wurde im Kreis Perleberg ein intensiver Ackerbau betrieben. Neben Obst- und Gemüseanbau (insbesondere Spargel) gab es im Kreis einige kleinere Saatzucht- und Molkereibetriebe, zwei Fleischkombinate sowie Sägewerke. In der Stadt Wittenberge waren Betriebe der Textil- und Zellstoffindustrie sowie seit 1904 das Nähmaschinenwerk Singer (später Veritas) ansässig, das weit über die Kreisgrenzen hinaus bekannt war.
Zwei wichtige Straßenverbindungen kreuzten sich in Perleberg: die F 5 – Transitstraße Berlin–Hamburg bis zur Eröffnung der A 24 im Jahr 1982 – und die F 189, die nahe Wittenberge die westlichste Elbüberquerung innerhalb der DDR darstellte. Des Weiteren führten die Fernverkehrsstraßen 107 und 195 durch den Kreis.
Die Hauptbahnlinie Magdeburg-Schwerin überquert die Elbe ebenfalls in Wittenberge, von dort verkehrten Züge über Perleberg nach Pritzwalk sowie über Neustadt (Dosse) nach Berlin. Die Züge zwischen (West)-Berlin und Hamburg durchquerten nach 1961 den Kreis ohne Halt.
Cumlosen war Grenzübergangsstelle für den Schiffsverkehr zwischen der DDR und der Bundesrepublik.

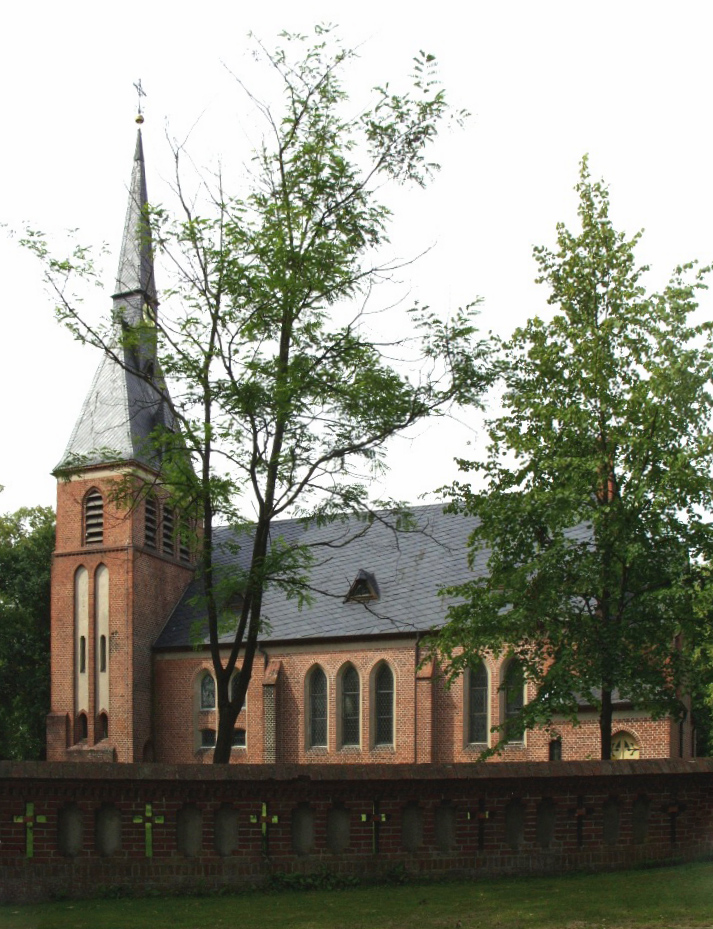
Kirche in Karstädt
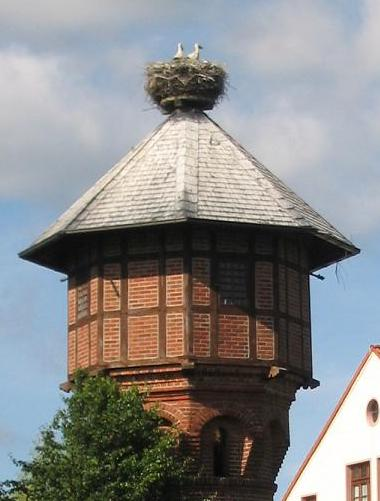
Storchennest in Rühstädt
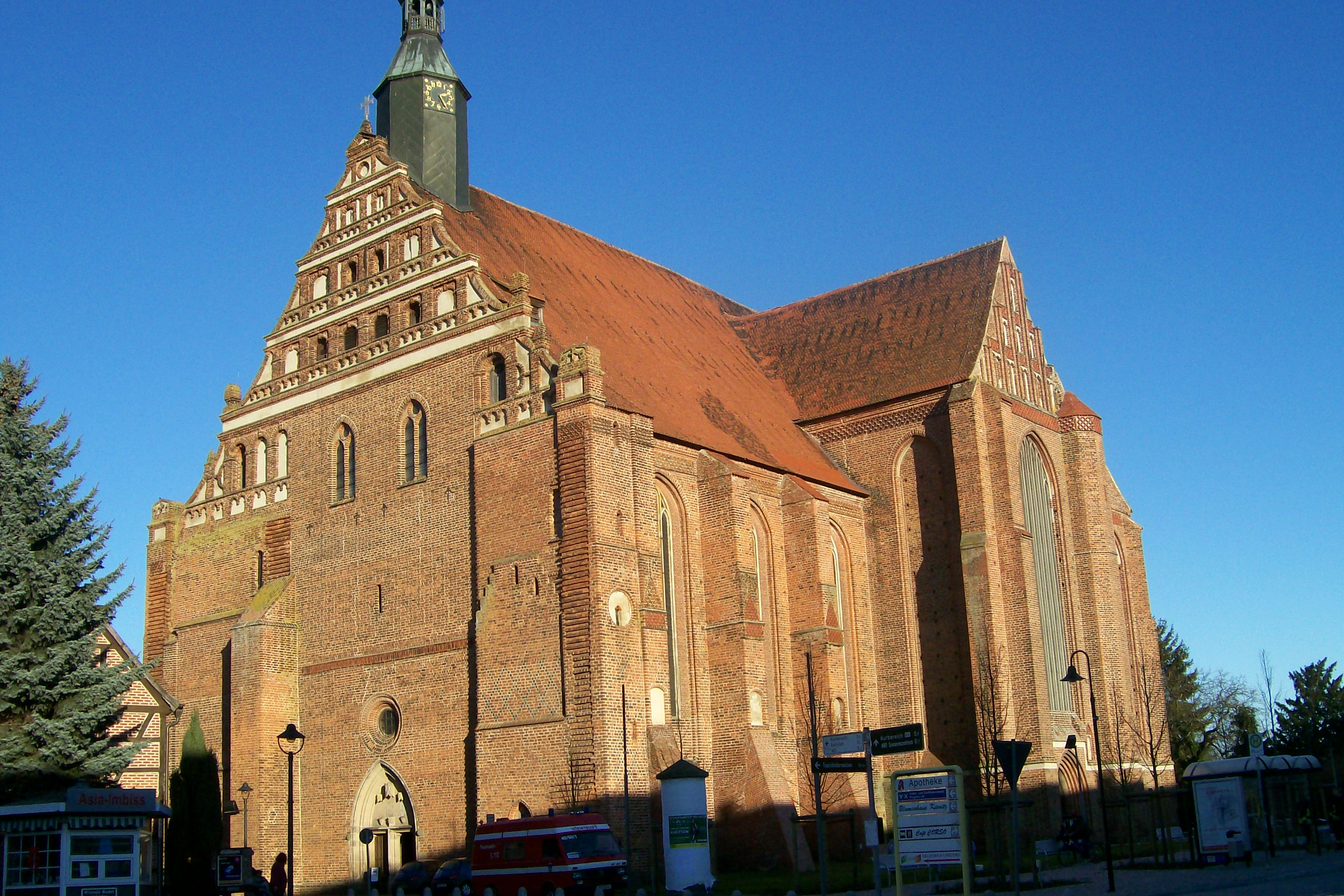
Wunderblutkirche in Bad Wilsnack

## Politik
Vorsitzender des Rates des Kreises (ab 1990 Landrat)
- 1952 bis 1953: Herta Beier
- 1953 bis 1960: Richard Dogs
- 1960 bis 1974: Emil Daniel
- 1974 bis 1990: Bodo Sawitzki
- 1990 bis 1993: Rainer Neumann

## Kreisangehörige Städte und Gemeinden
Aufgeführt sind alle Orte, die am 25. Juli 1952 bei Errichtung des Kreises Perleberg eigenständige Gemeinden waren. Eingerückt sind Gemeinden, die bis zum 5. Dezember 1993 ihre Eigenständigkeit verloren und in größere Nachbargemeinden eingegliedert wurden.
- Perleberg, Kreisstadt
  - Abbendorf (seit dem 1. Januar 1974 ein Ortsteil von Rühstädt[6]) (heute ein Gemeindeteil von Rühstädt)
- Bad Wilsnack, Stadt (am 1. Februar 1974 wurden Groß Lüben und Klein Lüben Ortsteile von Bad Wilsnack eingemeindet)
- Baek (heute ein Ortsteil von Groß Pankow (Prignitz))
  - Bälow (seit dem 1. Januar 1974 ein Ortsteil von Rühstädt[6]) (heute ein Gemeindeteil von Rühstädt)
- Bendelin (heute ein Ortsteil von Plattenburg)
- Bentwisch (seit 1. Mai 1973 Ortsteil von Wittenberge, 1. Januar 1983 Ausgliederung von Bentwisch aus Wittenberge) (heute ein Ortsteil von Wittenberge)
- Berge (Zusammenschluss von Groß Berge und Kleine Berge zu Berge am 1. Januar 1935, mit den Ortsteilen Pampin und Platschow) (Gemeinde)
- Blüthen (heute ein Ortsteil von Karstädt)
- Boberow (heute ein Ortsteil von Karstädt)
- Breese (Gemeinde)
  - Bresch (seit 1. Januar 1973 Ortsteil von Pirow[6]) (heute Gemeindeteil von Pirow)
- Brunow (seit 1. August 1992 Land Mecklenburg-Vorpommern) (heute Gemeinde im Landkreis Ludwigslust-Parchim)
  - Burghagen (seit 7. Mai 1971 Ortsteil von Kleinow[6]) (Gemeindeteil im Ortsteil Kleinow, Gemeinde Plattenburg)
  - Burow (seit 1. Januar 1973 Ortsteil von Pirow[6]) (heute Gemeindeteil von Pirow)
- Cumlosen (Gemeinde)
- Dallmin (heute ein Ortsteil von Karstädt)
- Dambeck (gehört seit 1. August 1992 zum Land Mecklenburg-Vorpommern) (heute Gemeinde im Landkreis Ludwigslust-Parchim)
  - Dargardt (seit 1. Februar 1974 Ortsteil von Garlin[6]) (heute ein Gemeindeteil von Karstädt)
  - Dergenthin (seit 1. Mai 1973 Ortsteil von Sükow, 1. Mai 1990 Ausgliederung aus Sükow[6]) (heute Ortsteil von Perleberg)
  - Düpow (seit 3. Juli 1972 Ortsteil von Perleberg[6]) (heute Ortsteil von Perleberg)
- Garlin (heute ein Ortsteil von Karstädt)
  - Garsedow (seit dem 20. Oktober 1971 ein Ortsteil von Wittenberge[6]) (heute ein Ortsteil von Wittenberge)
  - Glövzin (seit 7. Mai 1971 Ortsteil von Premslin[6]) (heute ein Gemeindeteil von Karstädt)
- Glöwen (heute ein Ortsteil von Plattenburg)
  - Grenzheim (seit 1. Januar 1973 Ortsteil von Berge[6]) (heute ein Gemeindeteil von Berge)
- Groß Breese (heute ein Ortsteil von Breese)
  - Groß Buchholz (seit 3. Juli 1972 Ortsteil von Quitzow[6]) (heute Ortsteil von Perleberg)
  - Groß Gottschow (seit 1. Oktober 1973 Ortsteil von Krampfer[6]) (Gemeindeteil im Ortsteil Krampfer, Gemeinde Plattenburg)
  - Groß Leppin (seit 1. Mai 1973 Ortsteil von Glöwen[6]) (Gemeindeteil im Ortsteil Glöwen, Gemeinde Plattenburg)
  - Groß Linde (seit 1. Januar 1974 Ortsteil von Perleberg[6]) (heute Ortsteil von Perleberg)
  - Groß Lüben (seit 1. Februar 1974 Ortsteil von Bad Wilsnack[6]) (heute Gemeindeteil von Bad Wilsnack)
- Groß Warnow (heute ein Ortsteil von Karstädt)
  - Groß Werzin (seit 7. Mai 1971 Ortsteil von Viesecke[6]) (Gemeindeteil im Ortsteil Viesecke, Gemeinde Plattenburg)
- Grube (Ortsteil von Bad Wilsnack)
  - Guhlsdorf (seit 1. Januar 1974 Teil von Klein Gottschow, heute Teil von Groß Pankow)
- Gülitz (heute ein Gemeindeteil der Gemeinde Gülitz-Reetz)
  - Gulow (seit 1. Februar 1974 Ortsteil von Baek[6]) (heute ein Gemeindeteil von Gulow-Steinberg, Ortsteil von Groß Pankow (Prignitz))
  - Hinzdorf (seit 20. Oktober 1971 Ortsteil von Wittenberge[6]) (heute ein Ortsteil von Wittenberge)
  - Hohenvier (seit 1. Mai 1973 Ortsteil von Baek[6])(heute ein Gemeindeteil von Tangendorf-Hohenvier, einem Ortsteil von Groß Pankow (Prignitz))
- Karwe (heute ein Gemeindeteil von Karstädt)
- Karstädt (heute Gemeinde und ein Ortsteil von Karstädt)
  - Kleeste (seit 3. Juli 1972 Ortsteil von Berge[6]) (heute ein Gemeindeteil von Berge)
- Klein Gottschow (heute Teil von Groß Pankow)
  - Klein Lüben (seit 1. Februar 1974 Ortsteil von Bad Wilsnack[6]) (heute ein Gemeindeteil von Bad Wilsnack)
  - Klein Warnow (1937: Umbenennung von Wendisch Warnow in Klein Warnow, seit 3. Juli 1972 Ortsteil von Groß Warnow[6]) (heute ein Gemeindeteil von Karstädt)
- Kleinow (heute ein Ortsteil von Plattenburg)
- Kletzke (heute ein Ortsteil von Plattenburg)
  - Klüß, am 1. Februar 1974 zu Brunow
- Krampfer (heute ein Ortsteil von Plattenburg)
  - Kreuzburg (seit 1. Januar 1963 Ortsteil von Retzin[6])(heute ein Gemeindeteil von Retzin, einem Ortsteil von Groß Pankow (Prignitz))
- Kribbe (heute ein Ortsteil von Karstädt)
  - Kuhblank (seit dem 1. Oktober 1973 ein Ortsteil von Groß Breese[6]) (heute ein Gemeindeteil von Breese)
- Laaslich (heute ein Ortsteil von Karstädt)
- Legde (seit dem 1. Januar 1957 mit dem Ortsteil Lennewitz, seit dem 1. Oktober 1973 mit dem Ortsteil Roddan, seit dem 1. Februar 1974 mit dem Ortsteil Quitzöbel, 1. Mai 1990 Ausgliederung von Quitzöbel) (heute ein Gemeindeteil von Legde/Quitzöbel)
  - Lennewitz (seit 1. Januar 1957 Ortsteil von Legde[6]) (heute ein Gemeindeteil von Legde/Quitzöbel)
  - Lenzersilge (seit 1. Januar 1973 Ortsteil von Laaslich[6]) (heute ein Gemeindeteil von Karstädt)
- Lindenberg (heute ein Ortsteil von Wittenberge)
  - Lütjenheide (seit 20. Juni 1957 Ortsteil von Garsedow[6]) (heute ein Ortsteil von Wittenberge)
- Mankmuß (heute ein Ortsteil von Karstädt)
  - Mesekow (seit 3. Juli 1972 Ortsteil von Mankmuß[6]) (heute ein Gemeindeteil von Karstädt)
  - Milow (wechselte am 1. Januar 1973 in den Kreis Ludwigslust)
  - Motrich (seit 1. Oktober 1973 Ortsteil von Cumlosen[6]) (heute Gemeindeteil von Cumlosen)
  - Müggendorf (seit 1. Oktober 1973 Ortsteil von Cumlosen[6]) (heute Gemeindeteil von Cumlosen)
- Nebelin (heute ein Ortsteil von Karstädt)
- Netzow (seit 20. Oktober 1971 ein Ortsteil von Söllenthin, seit 1. Mai 1990 Ausgliederung von Netzow aus Bendelin[6]) (heute ein Ortsteil von Plattenburg)
  - Neuhausen (seit 20. Oktober 1971 Ortsteil von Berge[6]) (heute ein Gemeindeteil von Berge)
  - Pinnow (seit 1. Februar 1974 Ortsteil von Pröttlin[6]) (heute ein Gemeindeteil von Karstädt)
- Pirow (Gemeinde und Gemeindeteil)
  - Postlin (seit 1. Februar 1972 Ortsteil von Karstädt[6]) (heute ein Gemeindeteil von Karstädt)
- Premslin (heute ein Ortsteil von Karstädt)
- Pröttlin (heute ein Ortsteil von Karstädt)
- Quitzöbel (seit 1. Februar 1974 Ortsteil von Legde, am 1. Mai 1990 Ausgliederung aus Legde) (heute ein Gemeindeteil von Legde/Quitzöbel)
- Quitzow (heute Ortsteil von Perleberg)
  - Rambow (seit 1. Januar 1974 Ortsteil von Viesecke[6]) (Gemeindeteil im Ortsteil Viesecke, Gemeinde Plattenburg)
- Reckenzin (heute ein Ortsteil von Karstädt)
  - Reetz (seit 1. Februar 1974 Ortsteil von Baek, 1. Mai 1990 Ausgliederung aus Baek[6]) (heute ein Gemeindeteil der Gemeinde Gülitz-Reetz)
- Retzin (heute ein Ortsteil von Groß Pankow (Prignitz))
  - Roddan (seit 1. Oktober 1973 Ortsteil von Legde[6]) (heute ein Gemeindeteil von Legde/Quitzöbel)
  - Rohlsdorf (seit 1. Januar 1963 Ortsteil von Retzin[6])(heute ein Gemeindeteil von Retzin, einem Ortsteil von Groß Pankow (Prignitz))
  - Rosenhagen (seit 1. Januar 1974 Ortsteil von Perleberg[6]) (heute Ortsteil von Perleberg)
- Rühstädt (seit 1950 mit Ortsteil Gnevsdorf, heute ein Gemeindeteil von Rühstädt)
  - Sargleben (seit 1. Februar 1974 Ortsteil von Garlin[6]) (heute ein Gemeindeteil von Karstädt)
  - Schadebeuster (seit 20. Juni 1957 Ortsteil von Hinzdorf[6]) (heute ein Ortsteil von Wittenberge)
  - Schilde (seit 1. Mai 1973 Ortsteil von Weisen[6]) (heute ein Gemeindeteil von Weisen)
  - Schönfeld (seit 3. Juli 1972 Ortsteil von Quitzow[6]) (heute Ortsteil von Perleberg)
  - Seddin (seit 1. Januar 1974 Ortsteil von Wolfshagen[6]) (heute ein Ortsteil von Groß Pankow (Prignitz))
  - Seetz (seit 1. Februar 1974 Ortsteil von Garlin[6]) (heute ein Gemeindeteil im Ortsteil Garlin, Gem. Karstädt)
  - Söllenthin (seit 1. Februar 1974 Ortsteil von Bendelin[6]) (Gemeindeteil im Ortsteil Bendelin, Gemeinde Plattenburg)
  - Spiegelhagen (seit 1. Mai 1973 Ortsteil von Perleberg[6]) (heute Ortsteil von Perleberg)
  - Steinberg (seit 7. Mai 1971 Ortsteil von Gulow[6])(heute ein Gemeindeteil von Gulow-Steinberg, einem Ortsteil von Groß Pankow (Prignitz))
  - Strehlen (seit 1. Januar 1973 Ortsteil von Blüthen[6]) (heute ein Gemeindeteil von Karstädt)
  - Streesow (seit 1. Oktober 1973 Ortsteil von Reckenzin[6]) (heute ein Gemeindeteil von Karstädt)
- Sükow (heute Ortsteil von Perleberg)
  - Tacken (seit 1. Februar 1974 Ortsteil von Wolfshagen[6]) (heute ein Ortsteil von Groß Pankow (Prignitz))
  - Tangendorf (seit 1. Mai 1973 Ortsteil von Baek[6]) (heute ein Gemeindeteil von Tangendorf-Hohenvier, einem Ortsteil von Groß Pankow (Prignitz))
  - Uenze (seit 1. Februar 1974 Ortsteil von Kleinow[6]) (Gemeindeteil im Ortsteil Kleinow, Gemeinde Plattenburg)
- Viesecke (heute ein Ortsteil von Plattenburg)
- Weisen (Gemeinde)
  - Wentdorf (seit 1. Oktober 1973 Ortsteil von Cumlosen[6]) (heute Gemeindeteil von Cumlosen)
- Wittenberge, Stadt
- Wolfshagen (heute ein Ortsteil von Groß Pankow (Prignitz))
  - Wüsten Vahrnow (seit 1. Januar 1973 Ortsteil von Gülitz[6]) (heute ein Gemeindeteil von Gülitz-Reetz)
  - Zwischendeich (seit 20. Juni 1957 Ortsteil von Hinzdorf[6]) (heute ein Ortsteil von Wittenberge)

1992 bildeten sich im Landkreis Perleberg die Verwaltungsgemeinschaften: Amt Karstädt, Amt Putlitz-Berge, Amt Plattenburg, Amt Bad Wilsnack/Weisen und im Landkreis Pritzwalk u. a. das Amt Groß Pankow/Prignitz, das auf den Landkreis übergriff.
Die im Norden des Kreises liegenden Gemeinden Brunow und Dambeck wechselten am 18. Juli 1992 in den Landkreis Ludwigslust (Mecklenburg-Vorpommern), die ehemaligen Berger Ortsteile Pampin und Platschow (heute Ortsteile von Ziegendorf) kamen am selben Tag zum Landkreis Parchim und somit ebenfalls nach Mecklenburg-Vorpommern.
Im Gegenzug kamen am 1. August 1992 die Gemeinden des heutigen Amtes Lenzen-Elbtalaue (im Wesentlichen der frühere markbrandenburgische Lenzensche Kreis, auch Kreis Lenzen genannt), die bei der Bildung des Kreises Perleberg von der Prignitz abgetrennt und dem Kreis Ludwigslust zugeordnet worden waren, zum Landkreis Perleberg und damit zurück zum Land Brandenburg. Am 6. Dezember 1993 wurde der Landkreis Perleberg aufgelöst und im Zuge der brandenburgischen Kreisreform zusammen mit den Landkreisen Pritzwalk und Kyritz zum neuen Landkreis Prignitz im Nordwesten Brandenburgs zusammengefasst.

## Kfz-Kennzeichen
Kraftfahrzeuge erhielten 1953 im gesamten Bezirk Schwerin (so auch im Kreis Perleberg) Kennzeichen mit dem Erstbuchstaben B. Den Kraftfahrzeugen (mit Ausnahme der Motorräder) und Anhängern wurden von etwa 1974 bis Ende 1990 dreibuchstabige Unterscheidungszeichen zugewiesen, die mit den Buchstabenpaaren BM, BN und BO begannen. Die letzte für Motorräder genutzte Kennzeichenserie war BT 10-41 bis BT 37-10.
Anfang 1991 erhielt der Landkreis das Unterscheidungszeichen PER. Es wurde bis Ende 1993 ausgegeben.